# شنقاية
شنقايا هي مدينة تابعة لمحافظة أرضروم في منطقة شرق الأناضول، تركيا. يبلغ عدد سكانها 2،803 في عام 2010.